# Gałkówek
Gałkówek – historyczna wieś rolniczo-wypoczynkowa w powiecie łódzkim wschodnim w gminie Koluszki.
Gałkówek to także nazwa stacji kolejowej Gałkówek w Gałkowie Dużym, określenie jednostki wojskowej w Gałkowie Małym. Potocznie Gałkówkiem nazywane są wsie Gałków Duży i Gałków Mały. Miejscowości te znajdują się przy stacji kolejowej Gałkówek, w gminie Koluszki.
Do 1954 roku istniała gmina Gałkówek z siedzibą w Gałkowie Dużym.

## Historia
Gałków ma bogatą przeszłość historyczną. Wieś ta istniała od czasów piastowskich. Pochodzenia nazwy nie znamy i trudno jej dziś dociec. Najwcześniejsza wzmianka w źródłach pisanych pochodzi z 1230 roku. W 1534 roku Gałków liczył 40 domów, zaś majątek Gałkówek 23 domy.
Dla porównania Widzew liczył 5 domów, Żakowice 6, Stara Łódź 9, Łódź z okolicznymi wioskami 89 domów. Dużą rolę w życiu wsi odegrał Kościół, gdyż wieś stanowiła własność Biskupstwa Włocławskiego i wchodziła w skład Klucza Wolborskiego. Parafia Gałków założona została 17 listopada 1636 roku. W roku 1799 Gałków stał się własnością rządową. Duży wpływ na życie wsi miał dwór szlachecki Gałkówek. Był on świadkiem wielu wydarzeń historycznych, między innymi odwrotu wojsk napoleońskich po klęsce 1812 roku spod Rosjan. Z wyczerpania i chorób zmarło tu kilkunastu żołnierzy. Pochowano ich na pobliskim wzgórzu, a powstającą w pobliżu wioskę nazwano Mogiłki.

### Powstanie styczniowe
W lasach gałkowskich koncentrowali się powstańcy 1863 roku. W pobliżu kościoła z rąk Moskali zginęła czata powstańcza. Dla upamiętnienia tego wydarzenia część wsi nazwano Czatolinem, a Ziemia Brzezińska ufundowała kamień z rzeźbą orła w koronie i napisem POWSTAŃCOM 1863 R – ZIEMIA BRZEZIŃSKA. Kamień ten znajduje się przed Ośrodkiem Zdrowia w Gałkowie Dużym.

### Strajk szkolny 1905
W latach 1904–1908 podczas powszechnych rozruchów rewolucyjnych przebywali tu bojownicy PPS. W roku 1905 dzieci szkolne brały udział w strajku.

### Bitwa na przedpolach Gałkowa (1914)
W czasie I wojny światowej na polach Gałkowa rozegrała się duża bitwa, w której zginęło około 800 żołnierzy niemieckich i rosyjskich. Ich mogiły znajdują się w lesie gałkowskim i w Pustułce (las nad rzeką Mrogą pomiędzy Gałkówkiem-Kolonią a Witkowicami). Tu dowodził wojskiem niemieckim generał Karl Litzmann. Dla upamiętnienia jego brawurowego kierowania wojskiem w kwietniu 1940 roku Niemcy nazwali Łódź Litzmannstadt. O ciężkich latach I wojny światowej świadczy napis wycięty w korze potężnego buka rosnącego w lesie gałkowskim "ROK 1916 – rok nędzy i niepokoju".

### Gmina Gałków (1858–1954)
W 1858 roku utworzono w Gałkowie gminę. Jej nazwa powstała od majątku Gałkówek. Przeprowadzenie linii kolejowej Koluszki – Łódź w 1866 podzieliło Gałków na Gałków Duży i Gałków Mały.
W roku 1936 do gminy Gałków należało 20 sołectw: Gałków, Gałków Mały, Gałkówek (Gałkówek-Kolonia, Parcela Gałkówek, Witosów i Gaj), Jordanów (Jordanów, Ignaców), Justynów (Justynów, Hulanka), Janówka, Kędziorki (Feliksówka, Guzówka), Koluszki Stare, Koluszki Kolejowe (Wypalenisko), Natolin, Małczew, Przanowice, Różyca, Tworzyjanki (folwark Tworzyjanki, Erazmów, Bronowice), Zielona Góra, Zalesie (Ściborów, Bogdanka, Rochna), Żakowice Stare, Żakowice Nowe.
W czasie II wojny światowej przez wieś przebiegała granica między ziemiami włączonymi do Rzeszy Niemieckiej a tak zwanym Protektoratem.
W 1954 r. zlikwidowano gminę Gałkówek i utworzono z niej 5 Gromadzkich Rad Narodowych. Minęło następnych 19 lat i znów decyzją władz ustanowiono nowe porządki administracyjne. Zlikwidowano i przeniesiono do Koluszek (1 kwietnia 1949 roku Koluszki uzyskały prawa miejskie) Gromadzką Radę Narodową, Spółdzielnię "Samopomoc Chłopska", posterunek Milicji. Kółko Rolnicze rozbito na mniejsze jednostki, zlikwidowano Izbę Porodową. Jednocześnie ograniczona została działalność kulturalno-oświatowa.